# Pluteo

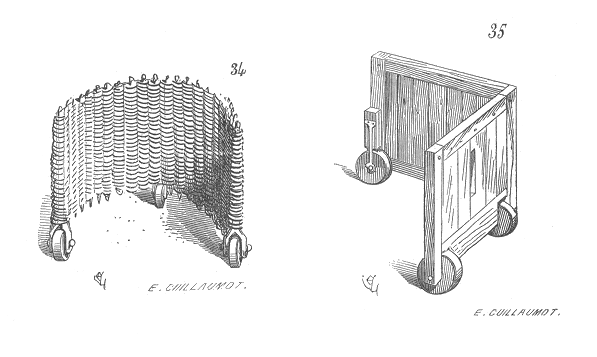
Ejemplo de pluteos, instrumentos de defensa para los atacantes.

El pluteo o pared andante era un pequeño resguardo móvil, dotado de tres ruedas, que usaba el ejército romano (y luego, en la época medieval), el cual podía tener forma de un ángulo recto o curva. Se usaba como arma para asediar ciudades amuralladas con el fin de invadirlas. Era normalmente de madera, recubierto de piel, para resguardarse al máximo del riesgo de incendio. Las tres ruedas daban a este instrumento de defensa para los asediadores la posibilidad de una gran maniobrabilidad, con la cual se podía llegar fácilmente a los muros enemigos, reparado de los mismos, como se cuenta de César en el asedio de Marsella en el 49 a. C. durante la guerra civil.
El pluteo fue utilizado masivamente durante los períodos clásico, medieval y Renacimiento. Eran muy útiles si los infantes se protegían muy cerca de la pared móvil y si eran pocos, de lo contrario, un buen arquero podría acertar el tiro desde las alturas.